# Stavka v Trboveljski premogovni družbi
Niti en delavec ni delal v času stavke v Trboveljski premogovni družbi' (dalje TPD). Delavstvo premogovnika je nastopilo z zahtevami po povišanju mezd do take mere, da bo možno živeti skromno in ne več beraško. Delavstvo je zahtevalo, da se mu prizna eksistenčni minimum, določen s strani vladne komisije. Zahtevali so tudi, da se jim prizna 20 do 25 odstotkov izgube zaradi zvišanja konzumnih cen za 49 odstotkov s strani družbe. Družba pa je plače zvišala samo za 25 odstotkov, pri tem pa je imela 24 odstotkov dobička. Brez vzroka je povišala tudi ceno premoga. 

## Aretacije rudarjev
V času stavke so aretirali dva rudarja, Prislava in zastopnika vseh delavskih organizacij g. Štehanovič Emila. Preiskovalni sodnik je dne 23. avgusta leta 1922 v Trbovljah ugotovil, da je aretacija rudarja Prislava bila neupravičena. 

## Mezde v TPD
Časnik Slovenec se nanaša na časnik Jutro, ki je navajal podatke, da rudar zasluži na dan 140 Kron (dalje K). Vendar to ne drži, saj plačilne liste prikazujejo drugačno sliko: 
Dnina za delavca v premogovniku :
| Kategorijo | Šiht | Osebne doklade | Nabavni prispevki | Skupaj  |
| ---------- | ---- | -------------- | ----------------- | ------- |
| A          | 52 K | 27 K           | 6.94 K            | 35.94 K |
| B          | 45 K | 27 K           | 6.94 K            | 78.91 K |
| C          | 37 K | 27 K           | 6.94 K            | 70.94 K |
| D          | 28 K | 27 K           | 6.94 K            | 61.04 K |

Tabela prikazuje plačilo za 8-urni delavnik. V zadnjem stolpcu pa je prikazano, da so za štiri plačilne razrede prejeli delavci manj kot 140 K plačila na dan. Seveda pod predpogojem, da je rudar delal maksimalno 24 dni na mesec. 
Časnik Slovenec je trdil da se je Jutro po vsej verjetnosti nanašalo na povprečno plačo zaposlenih v rudarstvu, kar pa je seveda znatno povečalo povprečje plačanih ur v dnevu. To je bilo isto, kot da bi k plačam uprave prišteli še plače ministrov in bi s tem prikazovali sliko plačila državne uprave. 

## Odhod h kmetom
Stavkajoči rudarji so odšli h kmetom in so tam dobili hrano in nočitev. TPD pa je izdala medtem razglas z dne 22. avgusta 1922, da je vsem delavcem prekinila delovno razmerje. Tak način postopanja pa je bil povsem nekorekten glede na zapisane zakone. Nastop z orožjem zoper stavkajoče pa ni pomagal nič, saj je v trboveljskih revirjih ostalo le malo delavcev.  

## Izvedba stavke v TPD
Dne 22. avgusta 1922 so se sestale vse štiri organizacije, ki so podpirale in izvedle stavko. Sestali so se v pristojnosti dr. Gosarja in Brandnerja , in so zaključile, da so se pripravljene pogajati, vendar samo na podlagi eksistenčnega minimuma. Seji je prisostvoval tudi g. Stefanović, ki je dobil dovoljenje vlade, da se konference udeleži. Izjavil je, da je akcija strogo nepolitična in da ima le gospodarski značaj. Postavil se je na stran rudarjev in jih podprl pri zahtevi po eksistenčnem minimumu. Delavstvo v Bosni in Srbiji je podprlo stavko v TPD. 
23. avgusta 1922 so poslanci dr. Gosar, Tokan in Brandner stopili v kontakt s pokrajinskim namestnikom Ivanom Hribarjem  v zadevi rudarske stavke. Sporočili so mu, da so rudarji bili pripravljeni stopiti v pogajanja le na podlagi eksistenčnega minimuma. Ivan Hribar je zatrdil, da se stopi v pogajanja čim prej, če v to privoli TPD. 
Vlada je po pisanju Slovenskega naroda, ki ga je povzel Slovenec, prišla v zadevi rudarske stavke v TPD do sledečega spoznanja: »Resno razmotrivajoč položaj rudarjev, je vlada iz doslej sprejetih o postanku in poteku stavke prišla do sklepa, da stavka ni v prvi vrsti gospodarsko-mezdnega značaja, marveč ima tudi politično ozadje, ker so stavko povzročili elementi, pripadajoči skrajni levici socialističnih struj.« Slovenec je poročal glede na Slovenski narod, da je bil minister dr. Žerjav na poti v Sloveniji in da bo vladi podal strokovno oceno stanja o stavki v TPD.  
Do stavke pa je prišlo zaradi nesmotrne in nespametne nacionalizacije podjetja. V procesu nacionalizacije družb in tudi TPD-ja je prišlo do okoriščanja skupin ljudi in posameznikov. Pod vodstvom Praprotnika so se okoristili z nacionalizacijo še dr. Kavčnik, dr. Brezigar, dr. Kristen in dr. Žerjav. In to pri nacionalizaciji, ki se je izvršila dvakrat, so si nabrali 170 milijonov K. Od 500.000 delnic pa je v judovski lasti ostalo na Dunaju 316.867 delnic. V jugoslovanske roke pa jih je prišlo 183.133, in od teh jih je Slovenska banka sprejela le 90.000. Ostale pa so prepustili judom na Dunaju. Tako je po pisanju časnika Slovenec 170. milijonov K padlo v breme TPD, ki jih je morala pravilno obrestovati in amortizirati. S tem pa je bila primorana dvigniti ceno premoga in skromno plačevati delavce.  

## Prihod ministra dr. Žerjava
24. avgusta 1922 je minister za socialno politiko dr. Žerjav odpotoval v Slovenijo. Ministrski svet mu je dodelil nalogo, da preišče vzroke rudarske stavke v Trbovljah. 
Dr. Žerjav je prišel na ogled TPD in je v imenu ter po nalogu vlade odločal. Vlada je nacionalizirala podjetja na način, da je še vedno nad Slovenci gospodoval tujec. Slovenec je navajal, da je nezdružljivo, da na pogajanjih med TPD in stavkajočimi delavci sodeluje minister Žerjav, ki je bil najbrž vpet v nečedne posle pri nacionalizaciji podjetja. TPD pa je v tistem obdobju delal z 80-odstotnim dobičkom, tako je Slovenec povzel po Belgrajskem listu.  

## Viden klientelizem TPD-ja
TPD se je posrečilo prepričati Zvezo industrijcev v Ljubljani, da je povišala svoje cene premoga do komitentov, če železnica, ne bi izpolnila obljubljenih zahtev. Uprava je vedno odobrila povišanje cen premoga, kot je to zahtevala TPD. 
Zastopniki ministrstva za gozdove in rudnike so prihajali za dan ali dva v Ljubljano in Trbovlje ter pregledali produkcijske stroške. Po poročanju Slovenca pa je do možnega klientelizma in korupcije prišlo, ko so se uradniki ministrstva pogostili na Bledu oz. kje drugje. Poraja pa se vprašanje, kako so lahko uradniki v samo dveh dneh preučili vso dokumentacijo in podali zadostno mnenje glede delovanja TPD. Slovenec poroča, da so uradniki bojda odobrili vsako mnenje, ki ga je predložila TPD, tudi tako, ki je bilo v navzkrižju z »zdravo pametjo«.  

## Rudarsko glavarstvo
Slovenec je objavil podatke, ki jih je podalo Rudarsko glavarstvo v Ljubljani glede plačila zaposlenih v TPD. Rudarsko glavarstvo v Ljubljani je posredovalo naslednje podatke: v premogovniku TPD so obstajale štiri kategorije zaposlenih. Prva kategorija so bili strelni mojstri, profesionalni kopači, strojniki, prožni polagalci, tesarji in zidarji in vsi jamski in nadjamski zaposleni in so zaslužili 72 K na dan. V drugi skupini so bili mlajši kopači, kurjači, lesni nalagalci, spremljevalci na delu, hlapci, delavci v kamnolomih, starejši delavci pri reparaciji in sploh vse drugo jamsko in nednevno osebje, zaslužili so 65 K na dan. V tretji skupini so bile delavke nad 18 let in delavci nad 16 let. Zaslužili so 57 K na dan. V četrti skupini so bile deklice pod 18 let in dečki pod 16 let. Zaslužili so 45 K na dan. V TPD so dobili 20 K poviška na delavnik. Delavci 27 K draginjskih doklad , za ženo še 15 K in vsakega otroka prav tako 15 K draginjskih doklad. Draginjske doklade so se izplačevale na četrtletje v skupnem znesku. Za delavca 500 K, ženo 200 K in otroke 150 K. TPD je delavcem nudila v rudniških hišah prosto stanovanje, brezplačno razsvetljavo in kurjavo. 
Rudarsko glavarstvo v Ljubljani je objavilo povprečne plače zaposlenih. Povprečna plača v TPD je bila 142,52 K. Kopači so dobili 170,86 K, mlajši kopači 156,51 K, tesarji in zidarji po 156,80 K, strojniki in kurjači 136,19 K, vozači 129,76 K , delavke in mladostni delavci 117,85 K, kovači 142,39 K, razni drugi delavci 139, 69 K. V teh prihodkih je bila všteta draginjska doklada in vsi ostali prejemki. 

## Zahteva in vprašanja poslancev
V imenu Jugoslovanskega kluba je dne 24. avgusta 1922, poslanec Žebot  vložil zahtevo za preiskavo vzrokov rudarske stavke v Trbovljah ter zahteval zadovoljitev upravičenim zahtevam delavstva.   
Trije poslanci, dr. Gosar, Brandner in Tokan so poslali na ministrstvo za notranje zadeve nujno vprašanje. Poslanci so vpraševali, kdo je kriv za izbruh stavke. Navajali so, da je zaradi dolgotrajnega zavlačevanja TPD in vlade prišlo do stavke zaradi povišanja mezd. Tako vlada kot TPD sta bila opozorjena na mogočo stavko, in to 25. in 26. junija 1922. leta. Organizatorji stavke so še zadnjič poskušali preko ministra Žerjava intervenirati pri TPD glede povišanja plač, vendar je bil poskus brez uspeha. Delavci so se bili pripravljeni pogajati in počakati, dokler se minister ne dogovori glede mezd. 20. avgusta 1922 pa je okrožno glavarstvo v Celju z odlokom št. 8450 od 18. avgusta 1922 shod prepovedalo. Sklicevali so se na 6. zak. z dne 15. novembra 1867 drž. zakonika. Taka odločitev , ki je prepovedala vsem štirim organizacijam stavko, je delavce razjarila in jim dala povod za stavko. Okrajno glavarstvo v Celju je s svojimi dejanji sprožilo stavkovno gibanje v Trbovljah in razjarilo delavce. Zaradi takratnih dogodkov je časnik Slovenec podal ministru Žerjavu vprašanja glede izogiba nadaljnjim incidentom. 

## Dogovor glede pogajanj
25. avgusta 1922. leta so se na vladi in v Pokrajinski upravi za Slovenijo (dalje PUS) dogovorili o pričetku pogajanj glede povišanja mezd v TPD. V četrtek na večer, 24. avgusta leta 1922, je državna uprava poslala poziv vsem stavkajočim delavcem, da se lahko udeleži pogajanj tudi II. skupina. Naslednjega dne, 26. avgusta, so vse organizacije poslale svojega predstavnika v Ljubljano. II. skupina pa je pooblastila g. Štefanoviča, da vodi pogajanja. Zjutraj 26. avgusta. 1922. leta pa sta dobili poziv za sodelovanje še dve organizaciji. Tako so se pogajanj udeležile vse organizacije. Rudarske organizacije so pooblastile Emila Štefanoviča za pogajanja s poslancema dr. Gosarjem in Brandnerjem, ki sta se zavzemala za rudarske pravice. V imenu TPD se je pogajal predstavnik Skubec, v imenu Zveze industrijcev ing. Šuklje, v imenu rudarskega glavarstva dr. Pehani, v imenu ministrstva za gozdove in rudarstvo Antul. Navzoč pa je bil tudi predstavnik ministrstva za socialno politiko Čobal. Pogajanja je osebno vodil Ivan Hribar. Hribar je dejal, da bi posledice daljše stavke bile slabe za omiljenje draginje v državi, glede na pomen in velikost rudnika, ki je bil v Kraljevini SHS največji. Antul je prav tako dejal, da stavka v premogovniku vpliva na izkop premoga, saj TPD daje 1/3 premoga v državi. Izjavil je da stavka hromi gospodarstvo v državi, da razume težave rudarjev in da jih podpira pri zahtevah. Dr. Stefanovič je zahteval v imenu delavstva, razen demokratskega, da se delavstvu da minimalne plače za eksistenčni minimum. Dejal je, da stavka ni političnega, ampak gospodarskega značaja, kar dokazuje z zahtevami stavkajočih. Zahteval je plačilo, ki bo delavcu omogočilo vsaj minimalno preživetje in človeka dostojno življenje. Zahteval je, da se del dobička industrialcev dodeli delavcu. V imenu TPD je govoril Skubec. Navedel je vse mogoče razloge, zakaj ni mogoče povečati mezd. Šele po opozorilu Hribarja, da naj poda natančno izjavo, se Skubec osredotoči in izjavi, da se je TPD pripravljena pogajati, vendar ne za povišanje na doklade. 
Dne 26. avgusta 1922 so se nadaljevala pogajanja glede stavke v TPD. Pogajanja se niso zaključila niti do 24. ure ponoči. Na pogajanjih predstavnika TPD nista popuščala pred zahtevami delavcev. Skubec in Heinricher sta stala za stališči družbe. Po dolgi debati je Skubec pristal na predloge dr. Gosarja. Vendar je izjavil, da v pogajanja ne pridejo v poštev draginjske doklade. Ing. Šuklje je kategorično stopil na stališče proti principu eksistenčnega minimuma. Stefanovič je pokazal, da je delavstvo pripravljeno oditi na delo takoj,če se mu prizna vsaj minimum. Dogovor med TPD in stavkajočimi rudarji je bil sprejet tričetrt na eno zjutraj, dne 27. avgusta 1922.  

## Dosežen dogovor
Dosežen dogovor med rudarji in TPD je vseboval dogovor o minimalnih mezdah, in to glede na naslednje kategorije: kategorija a) 92 K, b) 83 K, c) 70 K, d) 57 K. Draginjska doklada na delavnik je bila 27 K. Povišale so se tudi višje plače v višjem razmerju kot tudi nižje plače. Plačilo po akordih  se poviša za 30 odstotkov in skupaj s poviškom za 60 odstotkov.   

## Število stavkajočih
Slovenski narod je navajal, da so v stavko stopili rudarji iz Hrastnika, Zagorja, Kočevja in iz Trbovelj. Po ocenah naj bi bilo rudarjev 12.000. Vodstvo stavke je izdalo navodila glede ravnanja: »Rudarskemu delavstvu. Po 6 mesečnih pogajanjih je spontano izbruhnila stavka dne 20. 8. Da se proizvede stavka normalnim potom, je potrebno: 1.) Celokupnemu delavstvu se nasvetuje, da takoj zapusti revirje in se preselijo na kmete, da si zaslužijo dnevno hrano. 2.) Žene in otroci, v kolikor ne morejo istega storiti, se imajo pa možnost preskrbeti z dvomesečno hrano, katera se vsako soboto po noči eventualno prinese domov. 3.) Potrebno je največje varčevanje, v svrho tega je zabranjeno vsako uživanje pijač. 4.) Gostilničarje se naprosi, da takoj zaprejo svoje gostilne. 5.) V revirjih mora vladati grobna tišina, prepovedano je vsako zbiranje po cestah in javnih lokalih. 6.) Stanovanja so potom??? zakona rudarjem osigurana. 7.) Z oblastnimi organi, ki bi hoteli intervenirati se ima postopati skrajno vljudno. 8.) Prenehati morajo za časa borbe vsi strankarski in osebni boji. Med rudarji mora zavladati bratstvo. 9.) Dnevno se bodo izdajala situacijska poročila o stanju mezdnega gibanja potom časopisa in glasov. Skrbelo se bo, da bo vsak o stanju natančno informiran. 10.) Tarifni odbor bodo sestavljali od organizacije določeni narodni poslanci.«
Slovenski narod je navajal, da se stavka mora takoj končati in da mora priti do dogovora med TPD in delavci. S stavko je bila občutno prizadeta vsa javnost, bili so ogroženi interesi Kraljevine SHS, zato naj takoj napravijo energične korake, da pride do sporazuma med delavci in TPD. Stavka pa naj bi se sprožila zaradi prepovedi shoda glavarstva v Celju.   

## Odhodi v daljne in bližnje kraje
Nekateri delavci so odšli v tujino, Nemčijo in Francijo, drugi k sorodnikom v bližnje in daljne kraje. TPD je s svojimi delavci ravnala sila neprijetno in neprimerno, kar dokazuje, da so hrano v menzi dobili le tisti, ki so jo lahko plačali, ostali pa je niso dobili. Rudarske družine so imele v konsumu 2800 K do 4000 K dolga. Nekatere tudi preko 7000 K dolga. Dolga v rudniškem konsumu se je nabralo 350.000 K. S povišanjem mezde za 20 K na dan je kaj hitro dvignila cene za 49 odstotkov in jim vzela dvakrat več od prvotne mezde. Delavci so zatrdili, da so bili takoj pripravljeni prekiniti stavko, če TPD sprejme vladne ukrepe o povišanju mezd. 

## Zaključek
Stavka v TPD je bila sprožena zaradi odloka o prepovedi stavke s strani okrajnega pokrajinskega glavarstva v Celju in zaradi nevzdržnih razmer v trboveljskih revirjih. Delavci so zahtevali eksistenčni minimum in dvig minimalnih mezd. Preseneča me, da so se delavci in vodstvo podjetja s pomočjo države tako hitro spogajali glede zahtev, kar samo potrjuje, v kakšnih nevzdržnih ekonomskih razmerah so bili primorani živeti, da so si lahko zagotovili minimalno eksistenco zase in družino. Vlada je trboveljske rudarje prosila, da prenehajo s stavko, saj je ta resno ogrozila delovanje države. Sam izvoz premoga iz revirjev pa je za Kraljevino SHS znašal 1/3 vsega izkopa. 